# هفت جشمة دالون (سر أسياب يوسفي)
هفت جشمة دالون (بالفارسية: هفت‌چشمه دالون) هي قرية تقع في إيران في قسم سر أسياب يوسفي الريفي. يقدر عدد سكانها بـ 72 نسمة .